# American Life (singel)
American Life – pierwszy singel pochodzący z dziewiątego studyjnego albumu Madonny pod tym samym tytułem. Utwór został stworzony oraz wyprodukowany przez Madonnę i Mirwaisa Ahmadzaï.
Piosenka, w której Madonna rapuje wzbudziła olbrzymie kontrowersje spowodowane oryginalnym teledyskiem oraz wymową utworu. Artystka krytykuje amerykański styl życia i sen o wielkości Ameryki. Premiera piosenki niefortunnie zbiegła się z wybuchem wojny w Iraku. Utwór został bardzo chłodno przyjęty w Ameryce, jednak odniósł spory sukces w Europie.
Singel można było legalnie pobierać z sieci od 24 marca 2003 roku. Fizycznie wydano go 8 kwietnia w USA i 14 kwietnia w Europie.

## Lista utworów i formaty singla
2-ścieżkowy Promo CD-Singiel
1. American Life (Radio Edit) – 04:27
2. American Life (Radio Edit Without Rap) – 04:04

Europejski 2-ścieżkowy CD-Singiel
1. American Life (Radio Edit) – 04:27
2. Die Another Day (Calderone & Quayle Afterlife Mix) – 08:52

UK 3-ścieżkowy CD-Singiel
1. American Life (Radio Edit) – 04:27
2. American Life (Missy Elliott American Dream Remix) – 04:49
3. American Life (Peter Rauhofer's American Anthem) (Part 1) – 10:41

UK 3-ścieżkowy CD-Singiel
1. American Life (Radio Edit) – 04:27
2. American Life (Oakenfold Downtempo Remix) – 05:32
3. American Life (Felix Da Housecat's Devin Dazzle Club Mix) – 06:10

Amerykański, Europejski i Japoński 6-ścieżkowy CD-Maxi Singiel
1. American Life (Missy Elliott's American Dream Mix) – 04:49
2. American Life (Oakenfold Downtempo Remix) – 05:32
3. American Life (Felix Da Housecat's Devin Dazzle Club Mix) – 06:10
4. American Life (Peter Rauhofer's American Anthem) (Part 1) – 10:41
5. American Life (Peter Rauhofer's American Anthem) (Part 2) – 09:06
6. Die Another Day (Richard Humpty Vission Electrofield Mix) – 06:01

## Teledysk
Reżyserem obydwu wersji teledysków jest Jonas Åkerlund, który współpracował z Madonną przy tworzeniu klipów do piosenek Ray of Light (1998) i Music (2000). Nakręcenie pierwszej wersji miało miejsce w Los Angeles 6 i 7 lutego 2003 roku i kosztowało blisko 2 mln $.
W teledysku, tak jak w piosence, piosenkarka w ironiczny sposób, krytykuje wojny, a także politykę i myślenie Amerykanów, porównując stan państwa do pokazu mody.
Po raz pierwszy w karierze Madonna uległa naciskom i 31 marca wycofała pierwszą, kontrowersyjną wersję teledysku. Wideoklip który miał być najbardziej szokującą antywojenną wypowiedzią w historii show-biznesu, w obliczu wojny w Iraku, mógł zostać źle odebrany, dlatego został wycofany. W teledysku można było zobaczyć pokaz mody żołnierskiej – modelki w maskach gazowych, roznegliżowanych żołnierzy a także okrucieństwa wojen m.in. okaleczone dzieci oraz ludzi pozbawionych kończyn. W klipie znalazła się również scena, w której Madonna rzuca granatem w sobowtóra prezydenta Busha, ten łapie go i granat okazuje się zapalniczką.
Klip doczekał się jeszcze dwóch wersji. Ta oryginalna ze względu na odważne sceny, nie była często emitowana w telewizji. Klip został więc specjalnie ocenzurowany i wycięto najbardziej kontrowersyjne sceny (m.in. te z George'em Bushem). Mimo tego wciąż wzbudzał niesmak.
16 kwietnia 2003 roku nastąpiła premiera nowej wersji klipu. Przedstawiała ona umundurowaną piosenkarkę, na tle flag narodowych większości krajów.
26 kwietnia 2023 roku, zbiegając się z 20. rocznicą wydania albumu, na kanale Madonny na YouTube została opublikowana „reżyserska” wersja oryginalnego wideo, co oznacza pierwszą oficjalną premierę oryginalnego teledysku.

## Promocja
Na przełomie kwietnia i maja, piosenkarka wyruszyła w mini-trasę koncertową American Life Promo Tour i każdy koncert otwierała tytułowym singlem American Life. Koncerty miały charakter kameralny i większość utworów była śpiewana w wersji akustycznej, w tym American Life.

## Występy na żywo
Podczas trasy Re-Invention w 2004 roku, Madonna otwierała drugą część koncertu wykonując American Life. Ta cześć show nawiązywała do wojny, wojska i konkurencji. Królowa Popu pojawiała się na obrotowej scenie, stojąc na konstrukcji złożonej z małych ekranów. Piosenkarka i tancerze ubrani byli w wojskowe stroje. Początkowo występ był spokojny, ale stopniowo zaczął nabierać tempa. Z góry zjeżdża metalowy wybieg, w kształcie litery V, który zatrzymuje się nad głowami publiczności. Później po wybiegu chodzili tancerze i Madonna, a pod koniec występu konstrukcja znów unosiła się w górę.
W 2008 roku Madonna wykonała kilka razy American Life a capella, na prośbę fanów, podczas koncertów Sticky & Sweet Tour w Stanach Zjednoczonych.

## Listy sprzedaży
| Kraj              | Najwyższa pozycja | Sprzedaż |
| ----------------- | ----------------- | -------- |
| Australia         | 7                 | 35 000   |
| Austria           | 7                 | -        |
| Belgia (Flandria) | 10                | -        |
| Belgia (Walonia)  | 12                | -        |
| Brazylia          | 6                 | -        |
| Chile             | 7                 | -        |
| Dania             | 1                 | -        |
| Europa            | 2 (3 tygodnie)    | -        |
| Finlandia         | 3                 | -        |
| Francja           | 10                | 75 000   |
| Grecja            | 2                 | -        |
| Hiszpania         | 2                 | -        |
| Holandia          | 13                | -        |
| Irlandia          | 8                 | -        |
| Japonia           | 1 (3 tygodnie)    | 2 000    |
| Kanada            | 1 (2 tygodnie)    | 10 000   |
| Niemcy            | 10                | 90 000   |
| Norwegia          | 9                 | -        |
| Nowa Zelandia     | 33                | -        |
| Portugalia        | 1                 | -        |
| Stany Zjednoczone | 37                | 97 000   |
| Szwajcaria        | 1                 | -        |
| Szwecja           | 3                 | -        |
| Wielka Brytania   | 2                 | 70 000   |
| Włochy            | 1                 | 25 000   |